# Lac Borgne
Pour les articles homonymes, voir Borgne.
Le lac Borgne est une lagune de Louisiane (États-Unis), juste à l'est de La Nouvelle-Orléans. Il s'ouvre dans le golfe du Mexique, dont il forme une baie depuis que l'érosion a emporté une bonne partie de la barrière qui les séparait. Il fait partie d'un système de lacs et de marécages qui longent la sortie est du delta du Mississippi et dont font partie les lacs Maurepas et Pontchartrain. Les trois lacs couvrent 55 % de ce bassin.

## Géographie

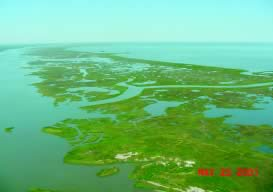
Une bande de marais entre le lac et le canal Mississippi River – Gulf Outlet (MRGO)

Les lacs Maurepas et Pontchartrain sont séparés par des bandes de terres marécageuses, couvertes de cyprès chauves, dont l'eau est parfois douce, parfois un peu saumâtre. Le lac Borgne s'ajoute à ce bassin, dit de Pontchartrain, qui couvre une superficie de 1 956 km2. Les marécages occupent une partie importante du bassin et se répartissent en 156 km2 de marais d'eau douce, 116 km2 en partie saumâtres, 473 km2 saumâtres, 340 km2 salés et 873 km2 couverts de cyprès des marais. Depuis 1932, plus de 267 km2 des marais ont été transformés en lac ouvert dans le bassin, soit plus de 22 % du bassin original.
La séparation entre le lac Pontchartrain et le lac Borgne est un marécage salé et le lac Sainte-Catherine. On passe de l'un à l'autre par le détroit des Rigolets et la passe du Chef menteur. Les cartes du début du XVIIIe siècle montrent que le lac Borgne était séparé du golfe du Mexique par une large zone humide de marais côtiers. Cependant, les travaux de canalisation du Mississippi et l'érosion naturelle ont fait disparaître cette barrière. Il est maintenant une lagune.

## Écologie

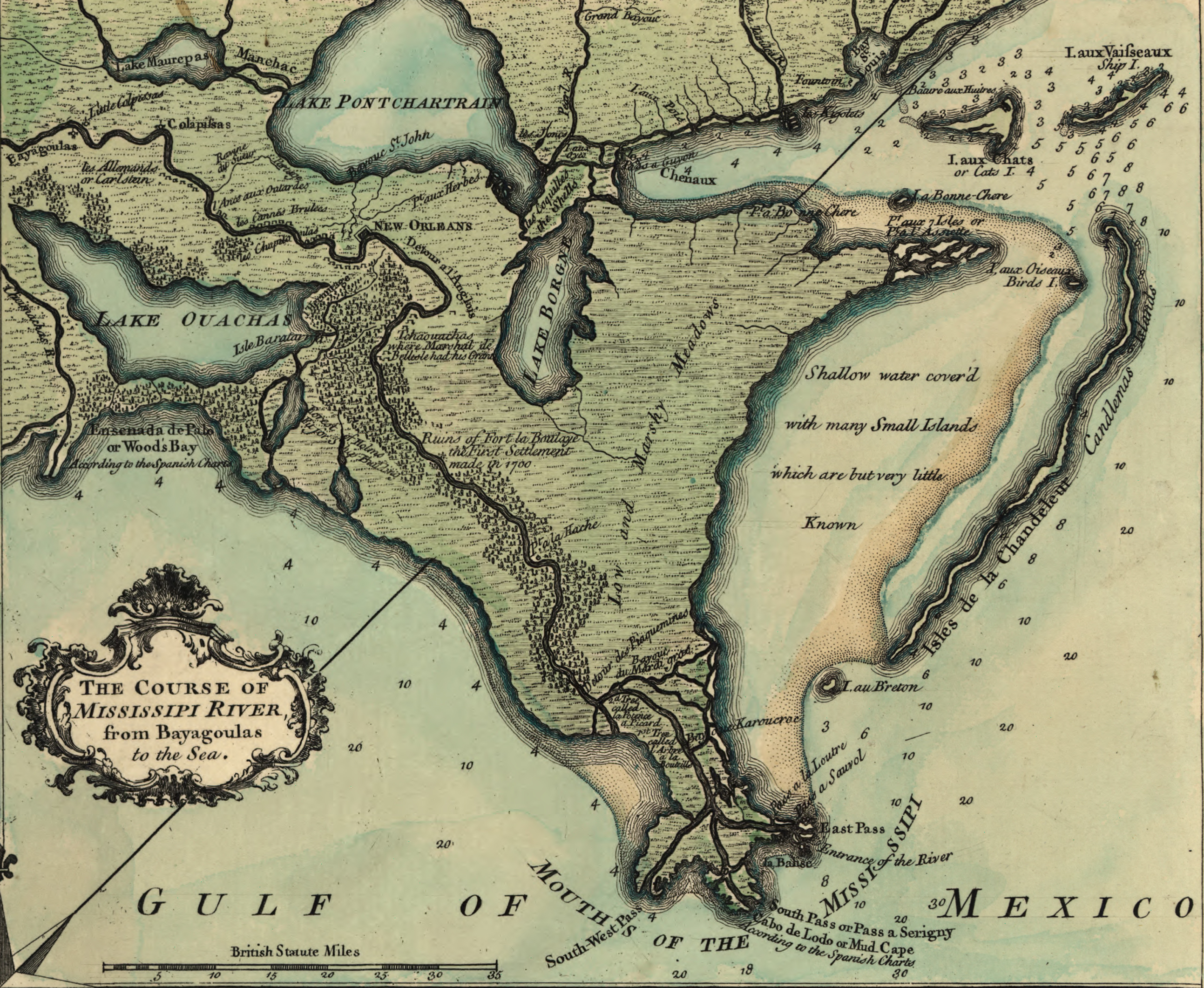
Carte de 1759 basée sur les observations de De la Tour en 1720 montrant la large bande marécageuse séparant le lac Borgne et le golfe du Mexique

Le Mississippi charrie de très grandes quantités d'alluvions qui naturellement se déposent dans la zone de son delta. Ils forment une accumulation qui est favorable à la création d'un milieu humide riche aidée par l'apport d'eau douce. Cependant, la canalisation du fleuve par des digues et levées ont considérablement limité la dispersion de ces sols ainsi que l'apport d'eau douce dans le bassin de Pontchartrain. La construction du canal Mississippi River – Gulf Outlet (MRGO), brisant la barrière naturelle de la crête du bayou La Loutre, et le manque d'alluvions pour réparer l'érosion de la barrière naturelle vers le golfe ont permis à l'eau salée de pénétrer plus profondément dans les terres. Le rehaussement noté de 3 mm par année du niveau de la mer accroit encore plus cette invasion. Cette hausse de salinité a diminué la variété de la flore, seules les espèces résistantes au sel pouvant survivre.

## OuraganKatrina
Le Corps du génie de l'armée des États-Unis a construit des digues et des levées dans toute la région de La Nouvelle-Orléans. Ceci a été entrepris pour canaliser les eaux du Mississippi et éviter l'inondation de la ville qui se situe sous le niveau de la mer. L'organisation a également creusé deux canaux pour permettre aux navires de haute mer d'atteindre le lac Pontchartrain (par l’Industrial Canal) et le lac Borgne (par le MRGO). Lors du passage de l’ouragan Katrina en 2005, l’onde de tempête a pu remonter ces canaux. La pression sur les digues les a fait lâcher en certains endroits, inondant presque toute la ville. 